# Kyosuke Himuro
Kyosuke Himuro (氷室 京介, Himuro Kyōsuke) (nascido em 7 de outubro de 1960 em Takasaki, Gunma) é um ex-músico, cantor e compositor japonês. Ele foi o vocalista da proeminente banda de rock Boøwy de 1981 a 1988. Após a separação do grupo, ele iniciou uma carreira solo também de sucesso, tornando-se um dos músicos japoneses com mais vendas. Em 2003, a HMV Japan classificou Himuro em 76º lugar em sua lista dos 100 artistas pop japoneses mais importantes.
Em 2016, ele se aposentou da carreira musical após sua última turnê Kyosuke Himuro Last Gigs devido a deficiência auditiva.

## Carreira

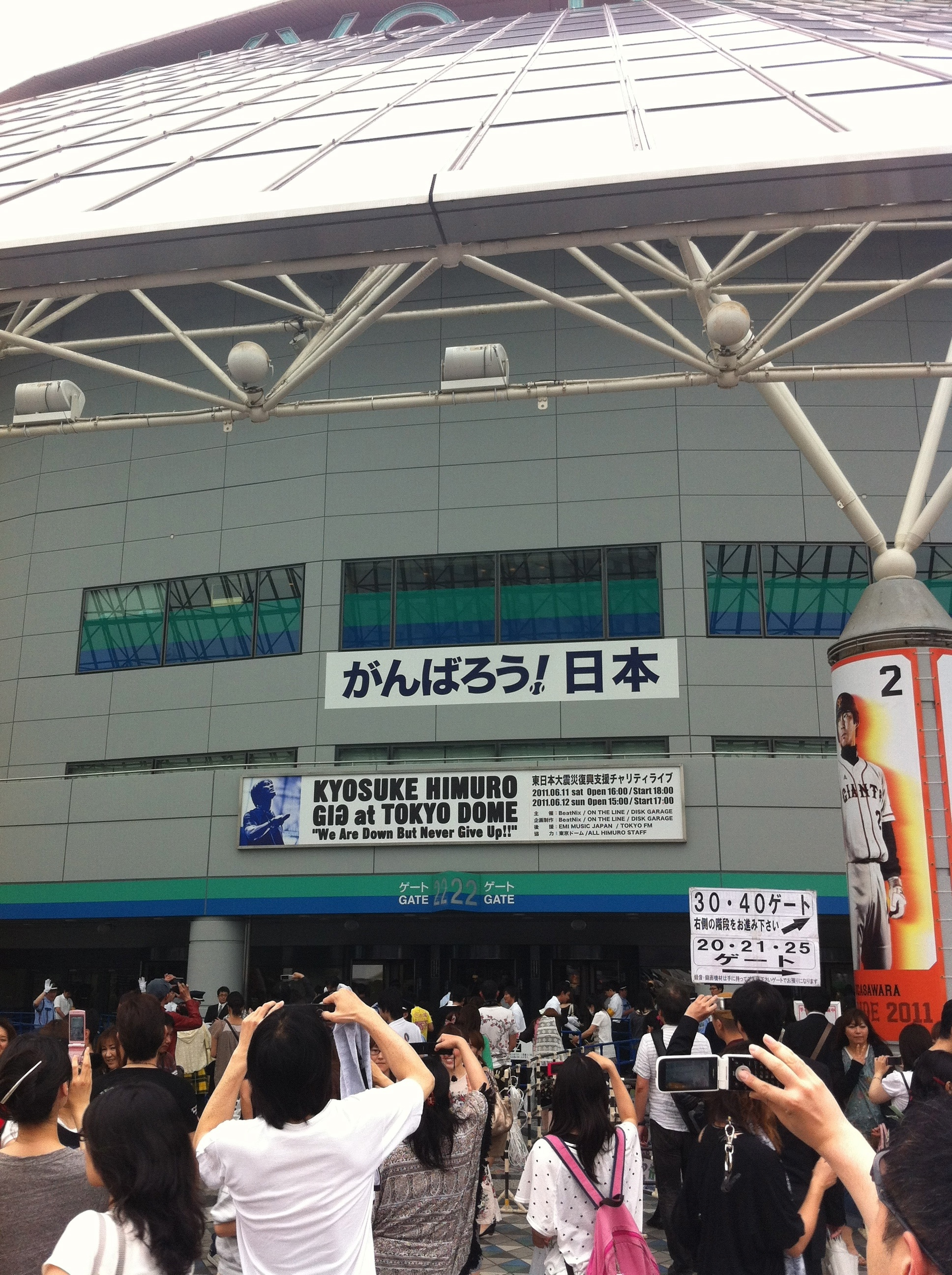
Fãs a frente do show de Himuro no Tokyo Dome, 2011.

Himuro começou sua carreira durante o ensino médio, formando a banda Death Penalty em 1976.
Em 1981, formou a influente banda de rock Boøwy, que se separou em 1988. Apenas três meses depois da separação de Boøwy, ele começou sua carreira solo lançando o single "Angel". Dois meses depois, lançou seu álbum de  estreia Flowers for Algernon. Dos seus primeiros sete álbuns, todos alcançaram a primeira posição na Oricon Albums Chart.
Himuro realizou dois shows de caridade com ingressos esgotados consecutivos no Tokyo Dome em 20 de junho de 2011, atraindo mais de 104.000 pessoas, sediando assim o maior show de caridade já realizado no Japão. A quantia arrecadada de 669.220.940 ienes foi doada às prefeituras de Fukushima, Miyagi e Iwate, para recuperação após o terremoto e tsunami de Tōhoku em 2011.
Em julho de 2014, o cantor anunciou que precisaria se aposentar da carreira musical devido a deficiência auditiva. Ele finalizou suas atividades oficialmente em 2016 após sua última turnê Kyosuke Himuro Last Gigs, que terminou em 23 de maio no Tokyo Dome.
Em 2020, ele disponibilizou sua discografia nos serviços digitais de streaming.

## Vida pessoal
Himuro casou-se em 1983 e tem três filhos, nascidos em 1988, 1989 e 1995.
Ele e sua esposa Tama atualmente vivem em Los Angeles, onde compraram uma residência em Beverly Hills por 6,5 milhões de dólares em 2004, que anteriormente pertencia a Shaquille O'Neal.

## Discografia

### Álbuns de estúdio
| Título               | Lançamento              | Posição na Oricon |
| -------------------- | ----------------------- | ----------------- |
| Flowers for Algernon | 1 de setembro de 1988   | 1                 |
| Neo Fascio           | 27 de setembro de 1989  | 1                 |
| Higher Self          | 6 de abril de 1991      | 1                 |
| Memories of Blue     | 7 de janeiro de 1993    | 1                 |
| Shake the Fake       | 26 de setembro de 1994  | 1                 |
| Missing Piece        | 30 de setembro de 1996  | 1                 |
| I·De·A               | 10 de dezembro de 1997  | 1                 |
| Mellow               | 23 de fevereiro de 2000 | 5                 |
| Beat Haze Odyssey    | 18 de outubro de 2000   | 3                 |
| Follow the Wind      | 20 de agosto de 2003    | 2                 |
| In the Mood          | 20 de dezembro de 2006  | 3                 |
| "B"orderless         | 8 de setembro de 2010   | 3                 |